# Harpactocrates radulifer
Harpactocrates radulifer là một loài nhện trong họ Dysderidae.
Loài này thuộc chi Harpactocrates. Harpactocrates radulifer được Eugène Simon miêu tả năm 1914.